# Bergheim (Kreuzau)
Bergheim ist ein Ortsteil der Gemeinde Kreuzau im nordrhein-westfälischen Kreis Düren.

## Lage
Bergheim liegt am Eifelnordrand in der Rureifel im Naturpark Nordeifel. Nachbarorte sind Langenbroich und Winden.

## Geschichte
Bergheim ist uralter Siedlungsraum. Bodenfunde lassen auf eine keltoromanische Besiedlung schließen. Bergheim wurde 1528 erstmals als zur Burgherrschaft Kreuzau gehörend erwähnt. Früher wurde im Ort reger Weinbau betrieben.
Die -heim-Endung weist auf fränkischen Ursprung des Dorfes hin.
Am 1. Juli 1969 wurde die Gemeinde Winden mit sechs weiteren Orten in die Gemeinde Kreuzau eingegliedert. Bergheim war bis zu diesem Zeitpunkt ein Ortsteil der selbständigen Gemeinde Winden. Nunmehr wurden beide Orte Teil der Gemeinde Kreuzau.
Durch die Neugliederung des Raumes Aachen (Aachen-Gesetz) wurden mit Wirkung vom 1. Januar 1972 die Gemeinden Obermaubach-Schlagstein und Untermaubach, der Ortsteil Langenbroich aus der Gemeinde Hürtgenwald und die Ortsteile Schneidhausen und Welk aus der Gemeinde Lendersdorf in die Gemeinde Kreuzau eingegliedert – die Gemeinde Niederau kam zu Düren. Die heutige Gemeinde Kreuzau besteht aus den Ortsteilen Bogheim, Boich, Drove, Kreuzau, Leversbach, Obermaubach mit Schlagstein, Stockheim, Thum, Üdingen, Untermaubach mit Bilstein und Winden mit Bergheim und Langenbroich.

## Verkehr
Durch den Ort führt die Kreisstraße von Kreuzau nach Straß. Busse des Rurtalbus (bis 31. Dezember 2019 der Dürener Kreisbahn) fahren mit der Linie 201 durch den Ort.
| Linie | Verlauf                                                                                        |
| ----- | ---------------------------------------------------------------------------------------------- |
| 201   | Kreuzau – Winden – Bergheim – Langenbroich – Bogheim – Untermaubach (– Obermaubach) – Bilstein |

## Vereinswesen
Im Ort gibt es nur einen Verein, die Marianische Schützengesellschaft.